# Petőfisällskapet
Petőfisällskapet (ungerska Petőfi Társaság) var en skönlitterär förening i Budapest till åminnelse av skalden Sándor Petőfi, stiftad 1876 och upplöst 1944. Den ägde ett stort Petőfiarkiv, understödde Petőfiforskning och utgav skönlitterära verk samt räknades i rang stå närmast efter Kisfaludysällskapet. Antalet ordinarie medlemmar var begränsat till 60.